# La Ramada (Tucumán)
La Ramada o La Ramada de Arriba es una localidad argentina ubicada en el departamento Burruyacú de la provincia de Tucumán. Se encuentra ubicada sobre la ruta provincial 304, que la vincula al noroeste con Villa Burruyacú y al sur con San Miguel de Tucumán. La comuna con asiento en La Ramada se denomina La Ramada y La Cruz. La zona presenta características del bosque de yungas, y en él se emplazó el fuerte de San Simón (actualmente dentro de una finca privada), que servía para contener a los juríes.
Antes de 1925 el pueblo se reducía a 3 cuadras sobre la ruta, en ese año el Gobierno expropió 100 hectáreas, las cuales fueron rematadas el 2 de mayo de 1937. La capilla de San Patricio data de 1893.

## Población
Cuenta con 1409 habitantes (Indec, 2010), lo que representa un incremento del 8% frente a los 1300 habitantes (Indec, 2001) del censo anterior.
| Gráfica de evolución demográfica de La Ramada entre 1991 y 2010 |
|                                                                 |
| Fuente: Censos nacionales del INDEC                             |